# Giovanni Antonio Grassi

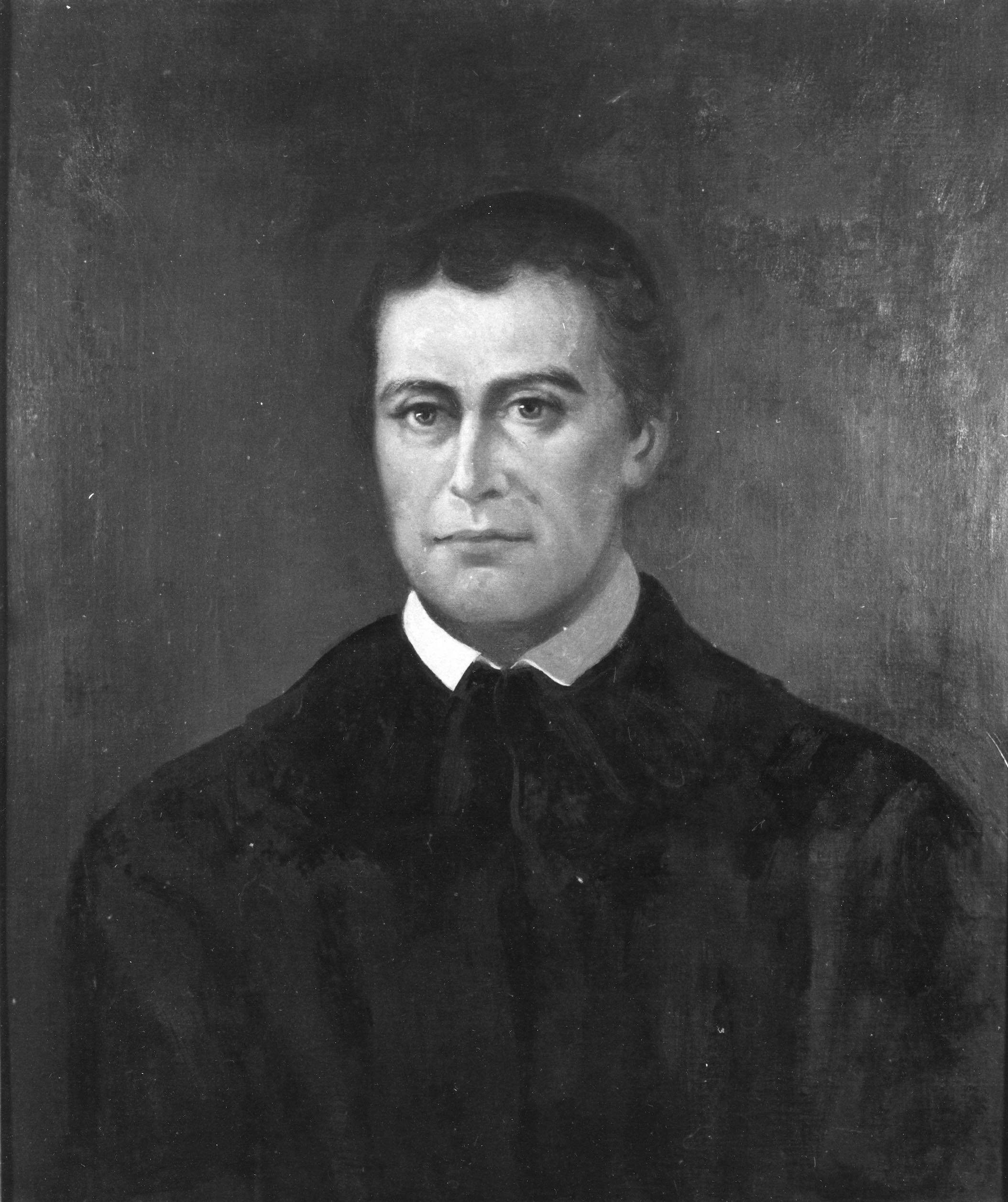
Ritratto di Giovanni Antonio Grassi come presidente del Georgetown College

Giovanni Antonio Grassi, detto John Anthony (Schilpario, 10 settembre 1775 – Roma, 12 dicembre 1849), è stato un gesuita italiano naturalizzato statunitense e presidente di Georgetown University dal 1812 al 1817.

## Biografia
Nato a Schilpario in provincia di Bergamo (allora parte della Repubblica di Venezia) nel 1775, studia nel seminario di Bergamo e entra nel noviziato della Compagnia di Gesù a Colorno il 21 novembre 1799. Nel 1801 è inviato al collegio gesuita di Polack in Bielorussia dove completa i suoi studi in teologia ed è ordinato sacerdote. Nel 1804 è assegnato come missionario in Cina. Grassi raggiunge Londra e quindi il Portogallo ma qui vi rimane bloccato per due anni durante i quali studia trigonometria e matematica presso l'Università di Coimbra. Alla fine, tramontato il progetto della missione in Cina, la Compagnia decide di richiamarlo in Inghilterra nel 1807 come insegnante di fisica e scienze naturali a Stonyhurst College.
Nel 1810 Grassi raggiunge il Maryland negli Stati Uniti. Vi rimane 7 anni, svolgendo un'opera cruciale come presidente dal 1812 al 1817 di Georgetown College (oggi Georgetown University), trasformando la prima università cattolica americana (fondata da John Carroll nel 1789) in un'istituzione moderna e dinamica, aprendola anche agli studenti non-cattolici e dotandola di una nuova biblioteca con oltre 5000 volumi. Grassi riceve la cittadinanza americana nel 1815.
Grassi rientra a Roma nel settembre 1817 in quella che doveva essere solo una missione temporanea, ma condizioni di salute gli impedisco il ritorno in America. Pubblica un importante scritto sulla sua esperienza americana (Notizie varie sullo stato presente della Repubblica degli Stati Uniti, 1818), nel quale offre un quadro positivo sulle potenzialità economiche, culturali e scientifiche della società americana, elogiando la separazione tra Stato e Chiesa sancita dalla Costituzione americana che garantisce un clima di libertà e condizioni favorevoli di sviluppo per la stessa Chiesa Cattolica negli Stati Uniti.
Nel 1821 viene scelto come confessore dal re Carlo Felice di Savoia e della regina Maria Cristina di Borbone-Due Sicilie, stabilendosi a Torino fino alla morte del re nel 1831 e quindi seguendo la vedova a Napoli e in Francia.
Nel 1839 si stabilisce a Roma, dove nel 1840-42 è rettore del Pontificio Collegio Urbano "De Propaganda Fide". Nel 1842 testimonia al processo di beatificazione di padre Giuseppe Pignatelli, che era stato suo insegnante a Colorno.
In virtù della sua cittadinanza americana, anche durante il periodo dei moti rivoluzionari del 1848 e della Repubblica Romana (1849), Grassi può rimanere a Roma nonostante la soppressione dell'Ordine. Muore il 12 dicembre 1849.